# Arcraélvezés

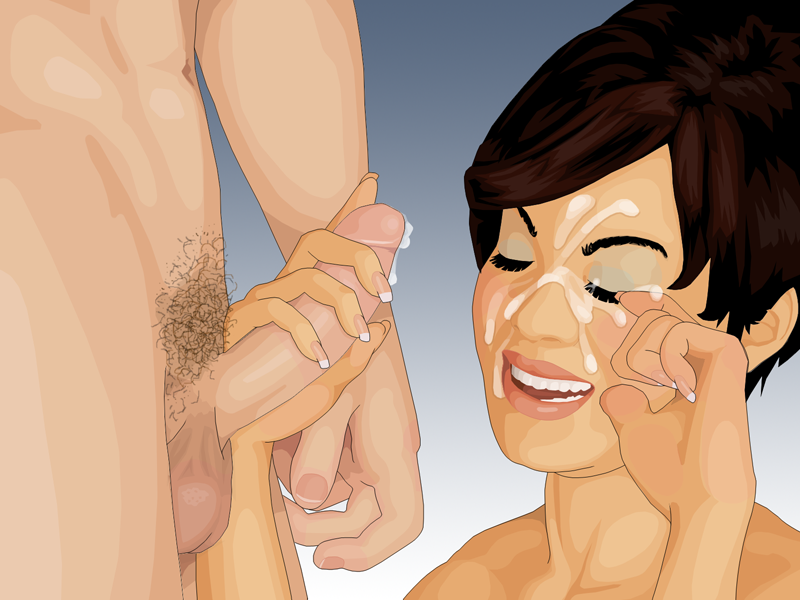
Arcraélvezés (facial cumshot)

Az arcraélvezés (angolul facial, facial cumshot vagy cum facial) szexuális tevékenység, mely során a férfi - orgazmus átélése közben - partnere arcára ejakulál.
Az arcraélvezés jellemzően valamilyen szexuális tevékenység végén következik be, így záró akkordja lehet a hagyományos behatolásos közösülésnek (mint alternatív befejezési forma), az orális szexnek, az anális szexnek, vagy akár közvetlenül a petting után is történhet.
Az arcraélvezés másik formája, amikor egy férfi az önkielégítés részeként a saját arcára lövelli az ondót. Ennek neve az angol szlengben self-facial cumshot.

## Kapcsolódó fogalmak

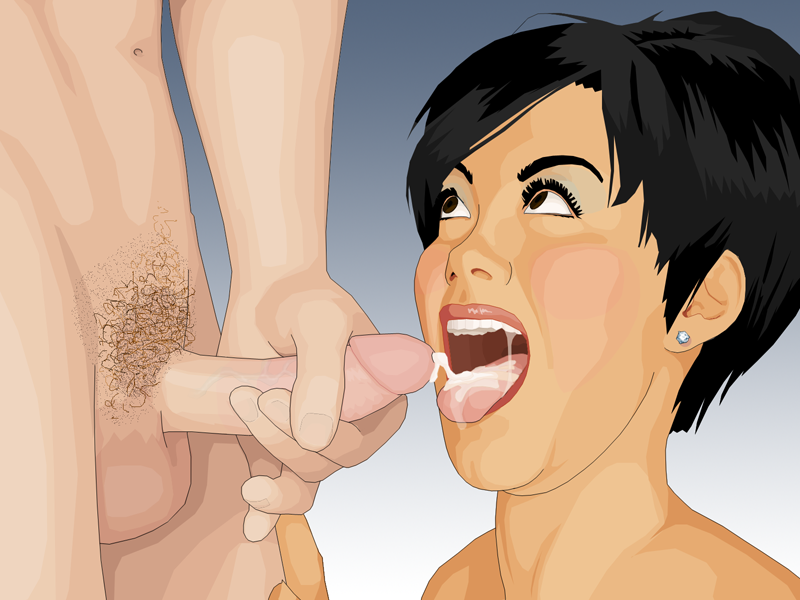
Oral cumshot. A férfi a partnere szájába ejakulál. Nem azonos az arcraélvezéssel.

Amint azt az eredeti facial cumshot kifejezés is mutatja, az arcraélvezés a cumshot  egy fajtája. Nem tévesztendő össze azonban az oral cumshot-tal, amikor a férfi a partnere nyitott szájába (vagy a kinyújtott nyelvre) helyezi el ondóját.
Szintén szorosan kapcsolódik a japán eredetű bukkake-hoz, amely a gyakorlatban csoportos arcraélvezést jelent, rendszerint egy női partner közreműködésével. Nem tehető azonban egyenlőségjel ide sem, mivel a bukkake lehetőséget ad a test bármely más részére való ejakulációra. Mindenesetre a bukkake során alkalmazott arcraélvezés nagyon elterjedt a sajátos és egyedi japán szexuális- és pornókultúrában.

## Leírás
Az arcraélvezés során az önkielégítést végző férfi eljut az orgazmusig, és az ejakulációt úgy irányítja, hogy ondója partnere arcára kerüljön. Ehhez a férfi általában álló helyzetet választ, míg partnere térdel előtte, de az aktus megtörténhet úgy is, hogy a férfi térdel fekvő partnere felett.
A klasszikus értelemben vett arcraélvezéses aktus során a partner nő. Azonban mind a férfiak, mind a nők száma kötetlen, megtörténhet több férfi és egy nő között (ekkor sorban egymás után ejakulálnak a nő arcára), egy férfi és több nő között (a férfi ilyenkor megpróbálja egyenlő arányban elosztani ondómennyiségét), vagy hagyományos szeretkezés esetén egy férfi és egy nő között.
A partner zárt ajkakkal várja az ejakuláció bekövetkezését. Ha a szemeit is lezárja, a férfinak lehetősége van az arc bármely részére irányítania testnedvét.

## Szerepe a pornográfiában
Az arcraélvezés (az oral cumshot-tal karöltve) mára a pornográfia leggyakrabban alkalmazott jelenetzáró eleme lett, szinte kötelezően alkalmazza minden pornográf anyagot komponáló rendező.
Könnyen belátható, hogy ennek okait színpadiasságában kell keresni, hiszen a férfiúi orgazmus filmvásznon is igen látványos megnyilvánulása ez, ráadásul erőteljesen fejezi ki a hím felsőbbrendűséget a nemi aktus során, ami általános jelenség és törekvés, mivel a pornófogyasztók és pornókészítők túlnyomó többsége férfi.
E férfi dominancia hatása miatt elmondható, hogy a 2000-es évekre a pornó jelenetek nagy hányadát a férfi részére a nő által adott orális szex indítja, majd facial vagy facial-jellegű esemény zárja, egyfajta keretbe foglalva így az aktust.
További kritika érheti az arcraélvezést a tekintetben, hogy még az oral cumshot-nál is jobban megalázó helyzet a női színész számára. Míg az oral cumshot esetében a befogadó partnertől a rendező elvárja, hogy élvezze a cselekményt (és ezt arcmimikájával is mutassa), addig a szigorú értelemben vett arcraélvezés esetében a szenvtelen, beletörődő, elszenvedő, testét minden értelemben alárendelő és átadó színészi játék a jellemző. Mindazonáltal, valószínűleg ez a megalázó attribútum adja meg az arcraélvezés igazi létjogosultságát a pornóban, egyszersmind világít rá az aktus lélektanára.